# Ana Luíza Azevedo
Ana Luiza Nunes Azevedo (Porto Alegre, 24 de novembro de 1959) é uma cineasta brasileira.

## Biografia
Formada em Artes Plásticas pela UFRGS em 1986, é integrante da Casa de Cinema de Porto Alegre.
Foi assistente de direção de vários filmes de longa-metragem, de diretores como Jorge Furtado, Carlos Gerbase e Carlos Reichenbach.
Como roteirista e diretora, realizou curtas-metragens e especiais de televisão, tendo sido premiada em vários festivais nacionais e internacionais. Seu filme "Três Minutos" foi o único representante brasileiro na mostra competitiva de curtas do Festival de Cannes 2000.
No final de 2007, dirigiu seu primeiro longa-metragem, Antes que o Mundo Acabe, baseado no livro de Marcelo Carneiro da Cunha, que foi apresentado e premiado em alguns festivais, antes mesmo de seu lançamento comercial, em maio de 2010. Entre 2008 e 2009, Ana Luiza dirigiu oito episódios da série Fantasias de uma Dona de Casa para a RBS TV.
Atualmente, Ana Luiza trabalha na pré-produção de Mulher de Fases, série cômica baseada em livro de Cláudia Tajes, que deverá ir ao ar no segundo semestre de 2010, pela HBO.

## Filmografia[7]
- 2009: Fantasias de uma Dona de Casa (série para RBS TV - segunda temporada)
- 2008: Antes que o Mundo Acabe (longa-metragem)
- 2008: Fantasias de uma Dona de Casa (série para RBS TV - primeira temporada)
- 2007: O Padeiro e as Revoluções (especial de TV)
- 2002: Dona Cristina Perdeu a Memória (curta-metragem)
- 2002: O Bochecha (especial de TV)
- 2001: A Importância do Currículo na Carreira Artística (especial de TV)
- 2001: Dia de Visita (especial de TV)
- 1999: Três Minutos (curta-metragem)
- 1994: Ventre Livre (média-metragem)
- 1988: Barbosa (curta-metragem, co-diretor Jorge Furtado)

## Principais premiações
- 2009: Prêmio Itamaraty de Melhor Longa Brasileiro na Mostra Internacional de Cinema de São Paulo, por Antes que o Mundo Acabe [8]
- 2009: Melhor Direção, Festival Paulínia de Cinema, por Antes que o Mundo Acabe [9]
- 2003: Melhor Curta de Ficção, Divercine - Festival Internacional de Cine para Niños, Montevideo, por Dona Cristina Perdeu a Memória
- 2003: Melhor Curta, Festival do Recife, por Dona Cristina Perdeu a Memória
- 2002: Melhor E-cinema, Festival Internacional Fluxus de Cinema na Internet, por Dona Cristina Perdeu a Memória
- 2002: Prêmio da Crítica, Festival de Brasília, por Dona Cristina Perdeu a Memória
- 2002: Melhor Direção, Festival de Gramado, por Dona Cristina Perdeu a Memória
- 2000: Melhor Curta do ano, Grande Prêmio Cinema Brasil, por Três Minutos
- 1999: Melhor Curta, Festival de Brasília, por Três Minutos
- 1999: Melhor Curta, Festival de Vitória, por Três Minutos
- 1997: Melhor Documentário, Festival de Cinema e Direitos Humanos de Buenos Aires, por Ventre Livre
- 1994: Prêmio Especial do Júri, Festival de Brasília, por Ventre Livre
- 1994: Melhor Média-metragem, Festival de Gramado, por Ventre Livre
- 1988: Melhor Curta-metragem de Ficção, Festival de Havana, por Barbosa
- 1988: Melhor Roteiro, Festival de Brasília, por Barbosa